# شتروکسدورف
شتروکسدورف (به آلمانی: Struxdorf) یک شهر در آلمان است که در اشلسویگ-فلنسبورگ واقع شده‌است. شتروکسدورف ۷۰۵ نفر جمعیت دارد.